# Synagoge (Biłgoraj)
Koordinaten: 50° 32′ 27″ N, 22° 43′ 18″ O

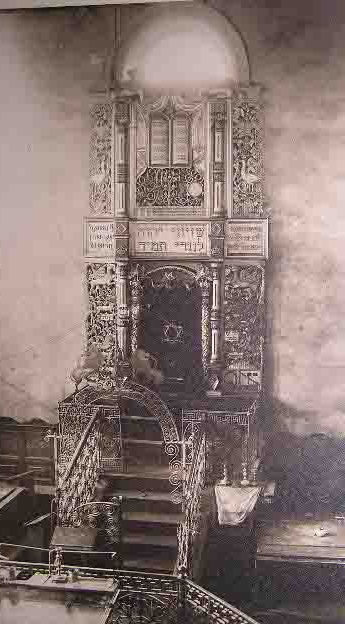
Toraschrein in Bilgoraj

Die Synagoge (Biłgoraj) war eine Synagoge in Biłgoraj bei Lublin, einem Schtetl, wo früher 5.010 Juden mit 3.175 anderen Einwohnern des Orts zusammenlebten.
Der Sakralbau wurde im Jahre 1875 auf der Stelle der alten Synagoge in Bilgorai aus dem Jahre 1728 erbaut und durch den Rabbiner Zylberman eingeweiht, den Großvater des Isaac Bashevis Singer, der das Schtetl später beschreiben wird.
Die Synagoge wurde zerstört, als beim deutschen Überfall auf Polen Bilgorai am 8. und 11. September 1939 Opfer eines Luftangriffs wurde. Bemerkenswert ist der Aron ha-Qodesch (hebr. ארון הקודש - „der heilige Schrein“) der zerstörten Synagoge, zu dem ein schmiedeeisernes Tor mit Stufen führte.